# E96
La ruta europea E96 és una carretera que forma part de la Xarxa de carreteres europees. Comença a Esmirna (Turquia) i finalitza a Sivrihisar (Turquia). Té una longitud de 446 km. Té una orientació d'est a oest i passa per les ciutats d'Esmirna, Uşak, Afyonkara Hisar i Sivrihisar.